# 비 베나데렛
비 베나데렛(Bea Benaderet, 1906년 4월 4일 ~ 1968년 10월 13일)은 미국의 배우이다.